# FCSB
FCSB este un club profesionist de fotbal din București, România, care evoluează în prezent în SuperLiga României. Clubul a purtat denumirea de FC Steaua București în majoritatea existenței sale, până în 2017, și a evoluat doar pe prima scenă a fotbalului românesc cu succese pe plan intern dar și internațional. Palmaresul este superior partenerelor din competiția internă, cuprinzând: 27 de titluri în campionatul național, 23 de Cupe, 7 Supercupe ale României și 2 Cupe ale Ligii. De asemenea, a fost prima echipă din blocul comunist și singura din România care a câștigat Cupa Campionilor Europeni (actuala UEFA Champions League), precum și a doua echipă est europeană și singura din România care are în palmares Supercupa Europei UEFA.
Fondat pe 7 iunie 1947 ca „ASA București” (Asociația Sportivă a Armatei București) de Armata Regală, clubul și-a schimbat de mai multe ori numele, până la stabilirea numelui „Steaua” în 1961.
Din punct de vedere istoric, Steaua este cunoscut drept clubul sportiv al Armatei Române. Cu toate acestea, departamentul de fotbal s-a separat de clubul sportiv în 1998. Din acel moment, singurele legături ale clubului de fotbal cu Armata au fost tradiția istorică și stadionul Ghencea, proprietatea Ministerului Apărării Naționale, stadion pe care a jucat ultima dată în 2015. Din 2011 a început să joace pe Arena Națională, stadionul devenind gazda permanentă a echipei din 2015.
De-a lungul timpului, echipa a avut mai multe steme, datorită diferitelor schimbări de proprietari și de regimuri. Logotipul actual datează din 2015, iar denumirea oficială din 2017.
Istoria Stelei a fost marcată de rivalitatea permanentă cu Dinamo București (meci intitulat Eternul derby sau Clasicul României), întâlnirile dintre cele două echipe de fotbal fiind considerate ca cele mai importante meciuri ale anului, adesea decisive pentru câștigarea campionatului.

## Istoric
Steaua București a luat ființă pe 7 iunie 1947, la inițiativa mai multor ofițeri ai Casei Regale Române, printr-un decret semnat de generalul Mihail Lascăr, fostul Comandant Suprem al Armatei Regale Române, a primit inițial denumirea de „Asociația Sportivă a Armatei” (ASA). Primul meci a avut loc la data de 24 august 1947, împotriva echipei clujene Dermata și s-a încheiat la egalitate 0 - 0.
Puternic susținută din spate de regimul comunist, ASA a fost împinsă direct spre prima divizie, prin excluderea unei echipe de tradiție, Carmen București.
Clubul a fost format ca o societate sportivă cu șapte secții, inclusiv de fotbal, antrenat de Coloman Braun-Bogdan. A fost redenumit „CSCA” (Clubul Sportiv Central al Armatei) în 1948, și CCA (Casa Centrală a Armatei) în 1950. În 1949, CSCA a câștigat primul ei trofeu, Cupa României, învingând cu 2-1 în finală pe CSU Cluj.
Anii 1950 au reprezentat prima epocă de glorie a clubului, în care s-a cristalizat faimoasa „echipă de aur”, care uneori era aceeași cu Echipa națională de fotbal a României.
Steaua de astăzi a câștigat primul său titlu de campioană în 1951, sub bagheta fostului locotenent din vremurile nașterii echipei, Gheorghe Popescu I. Din acel an și până în ediția 1960-61, CCA a mai cucerit încă 5 titluri de campioană. Cu numele de „CCA”, echipa a intrat în „lumea bună” a fotbalului românesc, câștigând Campionatul României de trei ori la rând, în 1951, 1952 și 1953, precum și prima „dublă” Cupă-Campionat din istoria clubului, în 1951. 1956 a fost unul dintre cei mai buni ai clubului, deoarece, pe lângă câștigarea campionatului, echipa, pe atunci antrenată de Ilie Savu, a întreprins un turneu în Anglia, unde a reușit rezultate notabile în fața unor echipe de prestigiu precum Luton Town FC, Arsenal FC, Sheffield Wednesday FC sau Wolverhampton Wanderers FC.

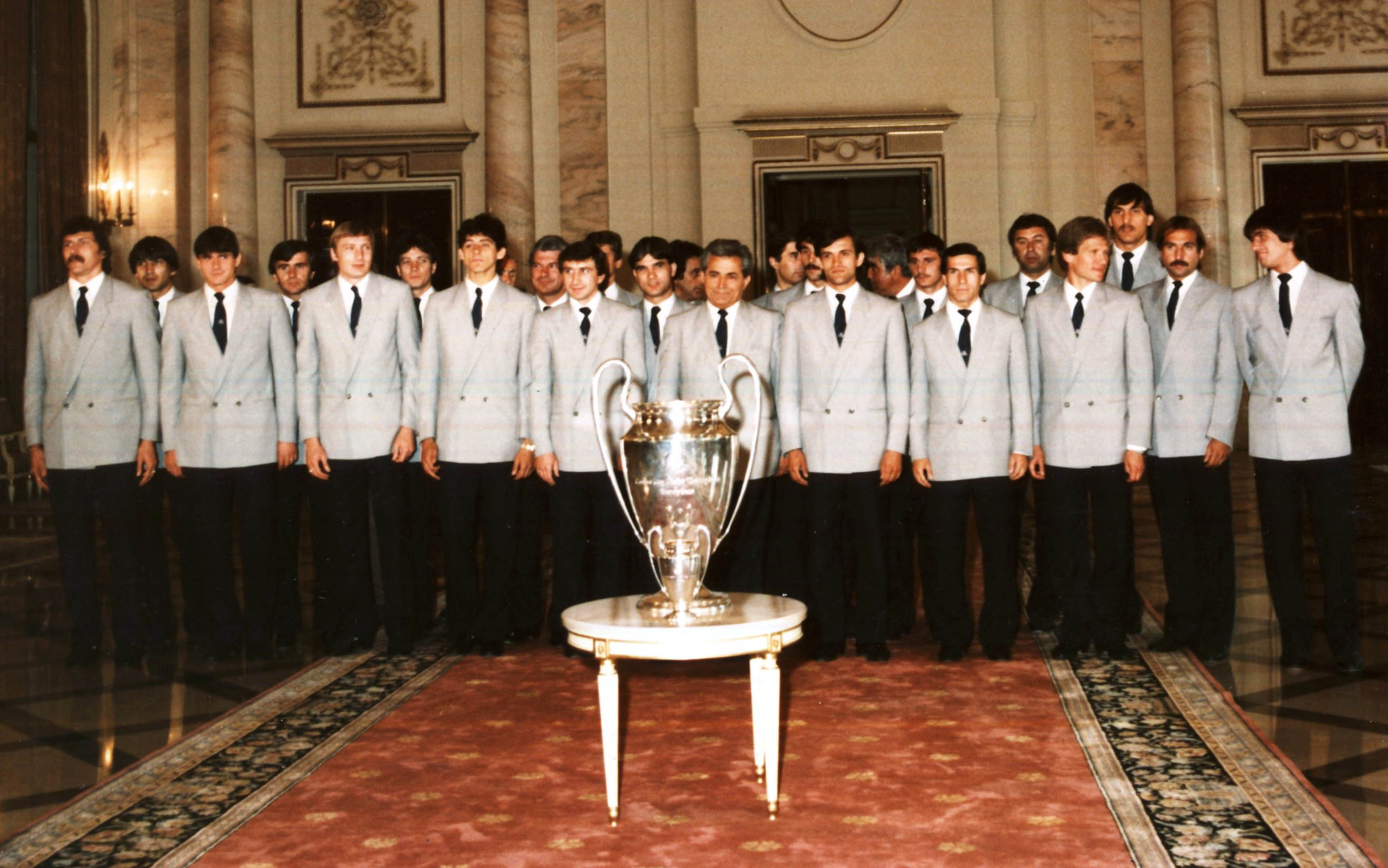
Echipa Steaua cu Cupa Campionilor Europeni în 1986.

La sfârșitul anului 1961 CCA și-a schimbat numele în „CSA Steaua București”. Motivul a fost prezența pe stema clubului a unei stele roșii (ceva obișnuit pentru cluburile militare din statele comuniste din Estul Europei), care a fost schimbată într-o stea galbenă, simbolizând tricolorul românesc. În anii '60 și '70, Steaua avea să cucerească două titluri pe deceniu, 1962 și 1968, respectiv 1976 și 1978, câștigându-și însă renumele de „specialistă a Cupei”. De asemenea în această perioadă, pe 9 aprilie 1974, actualul stadion al Stelei, Stadionul Ghencea, a fost inaugurat într-un meci amical cu OFK Belgrad. Până la acea dată, Steaua își jucase meciurile de acasă pe Stadionul Republicii și pe „23 august”.
Sub conducerea antrenorilor Emeric Jenei și Anghel Iordănescu (antrenor secund), Steaua a impresionat în campionatul 1984-1985, câștigându-l după o pauză de șase ani. A urmat cel mai spectaculos sezon de cupe europene din fotbalul românesc. După ce a eliminat pe Vejle BK, Budapest Honvéd FC, Kuusysi FC și pe RSC Anderlecht, Steaua a devenit prima echipă din România care a jucat o finală europeană. Pe 7 mai 1986, pe stadionul Ramón Sánchez Pizjuán din Sevilla, campioana Spaniei, FC Barcelona, era cotată cu prima șansă, dar după prelungiri în care scorul a rămas 0-0, legendarul portar Helmuth Duckadam a apărat patru penalty-uri la rând, contribuind decisiv la victoria Stelei cu 2-0. Steaua a devenit astfel prima echipă din Estul Europei, și singura dintr-o țară comunistă, care a câștigat trofeul continental suprem. Steaua și-a trecut în palmares și o Supercupă a Europei, câștigând în 1987 finala cu Dinamo Kiev, printr-un gol marcat de Gheorghe Hagi.

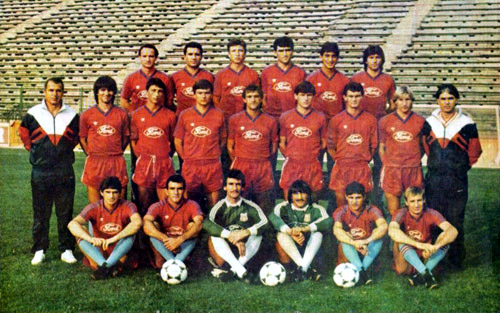
Lotul echipei Steaua în 1989, an în care a jucat finala Cupei Campionilor Europeni

Contrazicându-i pe cei care considerau câștigarea Cupei Campionilor Europeni de către Steaua un fenomen izolat, Steaua a rămas la cel mai înalt nivel în fotbalul european de la sfârșitul anilor '80, ajungând în semifinala CCE în sezonul 1987-88, și în finala aceleiași competiții în 1989, pierzând însă cu 4-0 în fața lui AC Milan. Pe lângă aceasta, Steaua a mai câștigat patru titluri naționale (1985–86, 1986–87, 1987–88, 1988–89) și patru cupe ale României (1984–85, 1986–87, 1987–88, 1988–89). De asemenea, din iunie 1986 până în septembrie 1989, Steaua a stabilit un record de 104 meciuri fără înfrângere în campionatul intern, doborât la nivel mondial, dar încă valabil pe plan european.
Revoluția română din 1989 a însemnat trecerea de la o economie complet controlată de către stat la una liberă de piață, și, prin urmare, mulți dintre jucătorii din echipa anilor '80 s-au transferat la cluburi bogate din Occident. Bazându-se pe noua generație de jucători, Steaua a revenit în prim-planul fotbalului românesc, câștigând campionatul de șase ori la rând, între sezoanele 1992-1993 și 1997-1998, egalând astfel performanța echipei Chinezul Timișoara, din anii '1920. A câștigat de asemenea trei Cupe ale României, în sezoanele 1995-96, 1996-97 și 1998-99. Pe plan internațional, Steaua s-a calificat de trei ori la rând în Liga Campionilor (noul format al Cupei Campionilor Europeni), între 1994-95 și 1996-97, fiind prima echipă din România care a participat în această competiție.
În 1998, secția de fotbal s-a separat de CSA Steaua și a primit în concesiune pe 20 de ani denumirea de „Steaua”, luând numele de FC Steaua București, clubul fiind condus de către omul de afaceri Viorel Păunescu. În acea perioadă, clubul a intrat rapid în datorii. Lui George Becali, alt afacerist, i-a fost oferită funcția de vice-președinte, cu speranța că va investi îndeajuns de mulți bani în club. Becali a investit, majorările de capital făcând ca el să dețină majoritatea acțiunilor în 2002, transformând compania guvernantă în una publică în 2003. Deși contestat de către o parte a suporterilor, Becali a introdus diverse planuri manageriale pentru club, ajutat pentru un timp și de fostul președinte executiv Mihai Stoica.
Sub conducerea fostei glorii italiene Walter Zenga, Steaua s-a calificat în grupele Cupei UEFA în sezonul 2004-05, Zenga calificând o echipă românească în „primăvara europeană” pentru prima oară după 1993 (când tot Steaua a ajuns în sferturile de finală ale Cupei Cupelor). Steaua a și câștigat titlul în 2005, performanță repetată în sezonul următor, sub conducerea succesivă a antrenorilor Oleg Protasov (iulie-decembrie) și Cosmin Olăroiu (ianuarie-mai). În sezonul 2006 Steaua a reușit să ajungă în semifinalele Cupei UEFA, fiind eliminată la limită de Middlesbrough FC, după ce trecuse de Rapid București într-un sfert de finală „all-Romanian”. Steaua a câștigat Supercupa României în iulie 2006, trofeul cu numărul 52 din istoria clubului.
De asemenea, în sezonul 2006–2007, Steaua s-a calificat în grupele Ligii Campionilor pentru prima dată după 10 ani, performanță repetată și în cele două sezoane următoare.

Logo-ul anterior, disputat cu armata

În perioada 2006-2011 s-au investit în transferuri 45,1 milioane de €.
În 2013, Steaua a câștigat primul titlu după șapte ani, ce de-al 24-lea titlu din istorie și s-a calificat în faza grupelor Ligii Campionilor 2013-2014. A reușit să câștige campionatul și în următorii doi ani.
Spre sfârșitul perioadei în care clubul avea dreptul să poarte denumirea de „Steaua” și însemnele pe care anterior le deținuse Clubul Sportiv al Armatei Steaua, au apărut conflicte. FC Steaua Bucuresti, devenit acum privat, și Clubul Sportiv al Armatei Steaua, club departamental.  În 2011, clubul de fotbal patronat de Gigi Becali a fost acționat în instanță de către CSA Steaua, cerându-se anularea logotipului înregistrat de Becali. După mai multe decizii contradictorii, cea finală, a Înaltei Curți de Casație și Justiție (ICCJ) a dat dreptate clubului armatei, anulând marca, și, ca urmare, echipa patronată de Gigi Becali a pierdut în favoarea clubului armatei drepturile asupra emblemei. CSA Steaua a păstrat vechea stemă și a reînființat o nouă echipă de fotbal administrată de secția ei corespunzătoare, care a pornit la drum din liga a IV-a București. Pentru a stinge conflictele anterioare cu CSA Steaua, finanțatorul FC Steaua București, George Becali, a cerut crearea unui nou logotip, al optulea din istorie (vedeți mai jos în secțiunea „Stemă”), precum și schimbarea numelui clubului în FCSB, denumire înregistrată oficial începând cu luna aprilie 2017.

## Palmares

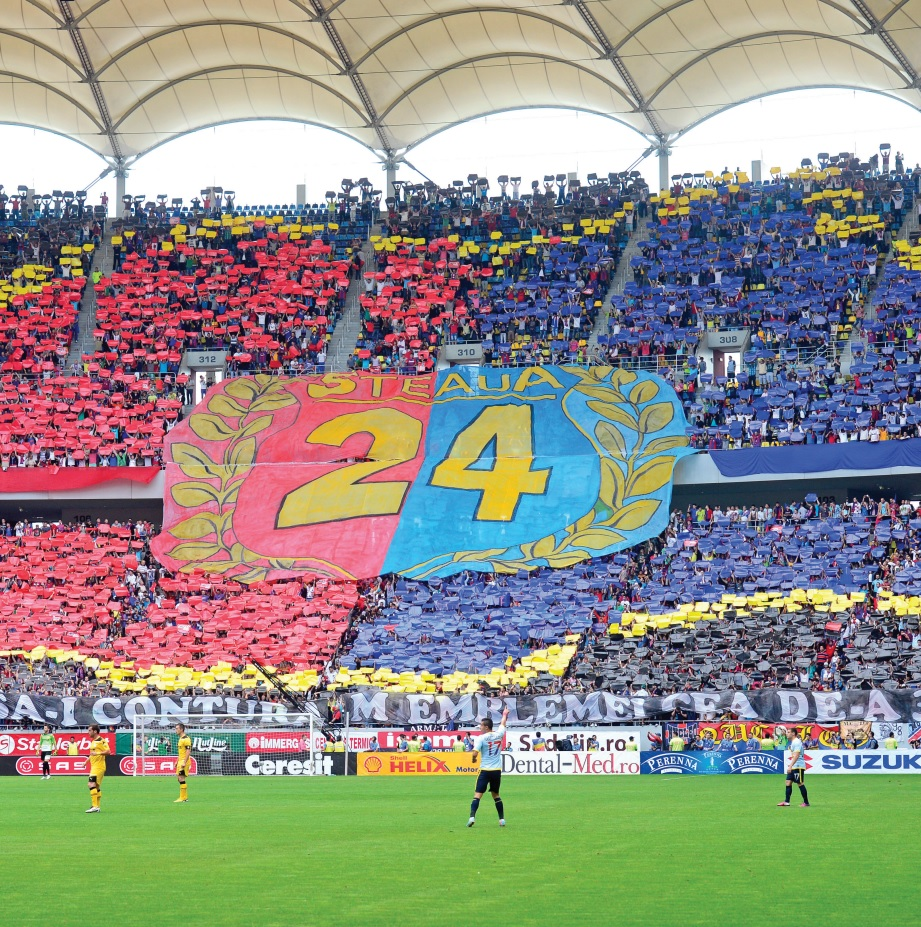
Coregrafie pentru titlul 24

Notă: palmaresul FCSB a fost revendicat de CSA Steaua București. În acestă privință nu există un verdict definitiv, iar temporar palmaresul 1947-1998 rămâne al CSA Steaua.
În 2025 verdictul a rămas definitiv. Destul de ciudat, ambele părți ale procesului au revendicat victoria la data de 5 iunie 2025 .
De asemenea, s-a menționat că argumentele de drept civil ar putea să nu fie decisive în ceea ce privește recunoașterea palmaresului de către Federația Română de Fotbal, UEFA și FIFA, deoarece toate acestea își bazează deciziile pe continuitatea echipei.
Becali a declarat într-o emisiune că FCSB nu a avut niciun motiv real să declare recurs, iar faptul că a declarat recurs a fost o stratagemă vicleană pentru a preveni ca CSA să declare recurs. Becali a declarat că era perfect mulțumit cu verdictul Curții de Apel, de aceea pierderea recursului nu a constituit nicio pagubă pentru FCSB.

### Intern
SuperLiga României:
  Campioni (28): 1951, 1952, 1953, 1956, 1959-60, 1960-61, 1967-68, 1975-76, 1977-78, 1984-85, 1985-86, 1986-87, 1987-88, 1988-89, 1992-93, 1993-94, 1994-95, 1995-96, 1996-97, 1997-98, 2000-01, 2004-05, 2005-06, 2012-13, 2013-14, 2014-15, 2023-24, 2024-25
 Vicecampioni (17): 1954, 1957-58, 1962-63, 1976-77, 1979-80, 1983-84, 1989-90, 1990-91, 1991-92, 2002-03, 2003-04, 2006-07, 2007-08, 2015-16, 2016-17, 2017-18, 2018-19
 Cupa României:
 Câștigători (23): 1948–49, 1950, 1951, 1952, 1955, 1961–62, 1965–66, 1966–67, 1968-69, 1969-70, 1970-71, 1975-76, 1978-79, 1984-85, 1986-87, 1987-88, 1988-89, 1991-92, 1995-96, 1996-97, 1998-99, 2010-11, 2014-15, 2019-20
 Finaliști (8): 1953, 1963-64, 1976-77, 1979-80, 1983-84, 1985-86, 1989-90, 2013-14
 Supercupa României:
  Câștigători (7): 1994; 1995; 1998; 2001; 2006; 2013; 2024
 Finaliști (4): 1999, 2005, 2011, 2014, 2015
 Cupa Ligii:
 Câștigători (2): 2014-15, 2015-16

### European
Cupa Campionilor Europeni
 Câștigători (1): 1985-86 - 7 mai 1986 - Steaua București vs. FC Barcelona - 2-0 - Stadionul Ramón Sánchez Pizjuán, Sevilla
 Finaliști (1): 1988-89 - AC Milan vs. Steaua București - 4-0 - Stadionul Camp Nou, Barcelona
- Semifinaliști  (1): 1987-88 - Steaua București vs. S.L. Benfica - 0-0, 0-2

 Supercupa Europei
 Câștigători (1): 1986 - Steaua București vs. Dinamo Kiev - 1-0 - Stadionul Stade Louis II, Monaco
 Cupei UEFA
- Semifinaliști (1): 2005-06 - Steaua București vs. Middlesbrough - 1-0, 2-4

 UEFA Europa League
- Optimi de finală (2): 2012-13; 2024-25

### Internațional
Cupa Intercontinentală
 Finaliști (1): 1986 - Steaua București vs. River Plate - 0-1 - Stadionul Stadionul Național, Tokyo

## FCSB în competițiile internaționale
Actualizat pe 28 iulie 2022
| Competiție                                   | S  | M   | V   | E  | Î   | GM  | GP  | DG  |
| -------------------------------------------- | -- | --- | --- | -- | --- | --- | --- | --- |
| Cupa Intercontinentală                       | 1  | 1   | 0   | 0  | 1   | 0   | 1   | –1  |
| Liga Campionilor / Cupa Campionilor Europeni | 28 | 144 | 52  | 40 | 52  | 203 | 204 | –1  |
| Cupa Cupelor UEFA                            | 11 | 40  | 14  | 12 | 14  | 51  | 54  | –3  |
| UEFA Europa League / Cupa UEFA               | 21 | 143 | 59  | 38 | 46  | 194 | 163 | +31 |
| UEFA Europa Conference League                | 2  | 4   | 2   | 0  | 2   | 6   | 5   | +1  |
| Supercupa Europei                            | 1  | 1   | 1   | 0  | 0   | 1   | 0   | +1  |
| Total                                        | 64 | 333 | 128 | 90 | 115 | 455 | 427 | +28 |

### Coeficientul UEFA
Coeficientul UEFA este utilizat la tragerea la sorți a competițiilor continentale organizate de Uniunea Asociațiilor Europene de Fotbal. Pe baza performanței cluburilor la nivel european timp de cinci sezoane, acest coeficient este calculat folosind un sistem de puncte și este stabilit un clasament. Actualizat la 29 mai 2022:
| Rang | Club          | Coeficient |
| ---- | ------------- | ---------- |
| 89   | Zarea Luhansk | 18,000     |
| 90   | Racing Genk   | 18,000     |
| 91   | APOEL Nicosia | 18,000     |
| 92   | FCSB          | 17,500     |
| 93   | BATE Borisov  | 17,500     |
| 94   | FK Bodø/Glimt | 17,000     |
| 95   | Schalke 04    | 17,000     |

|  | Graficele sunt indisponibile din cauza unor probleme tehnice. Mai multe informații se găsesc la Phabricator și la wiki-ul MediaWiki. |

## Stadion

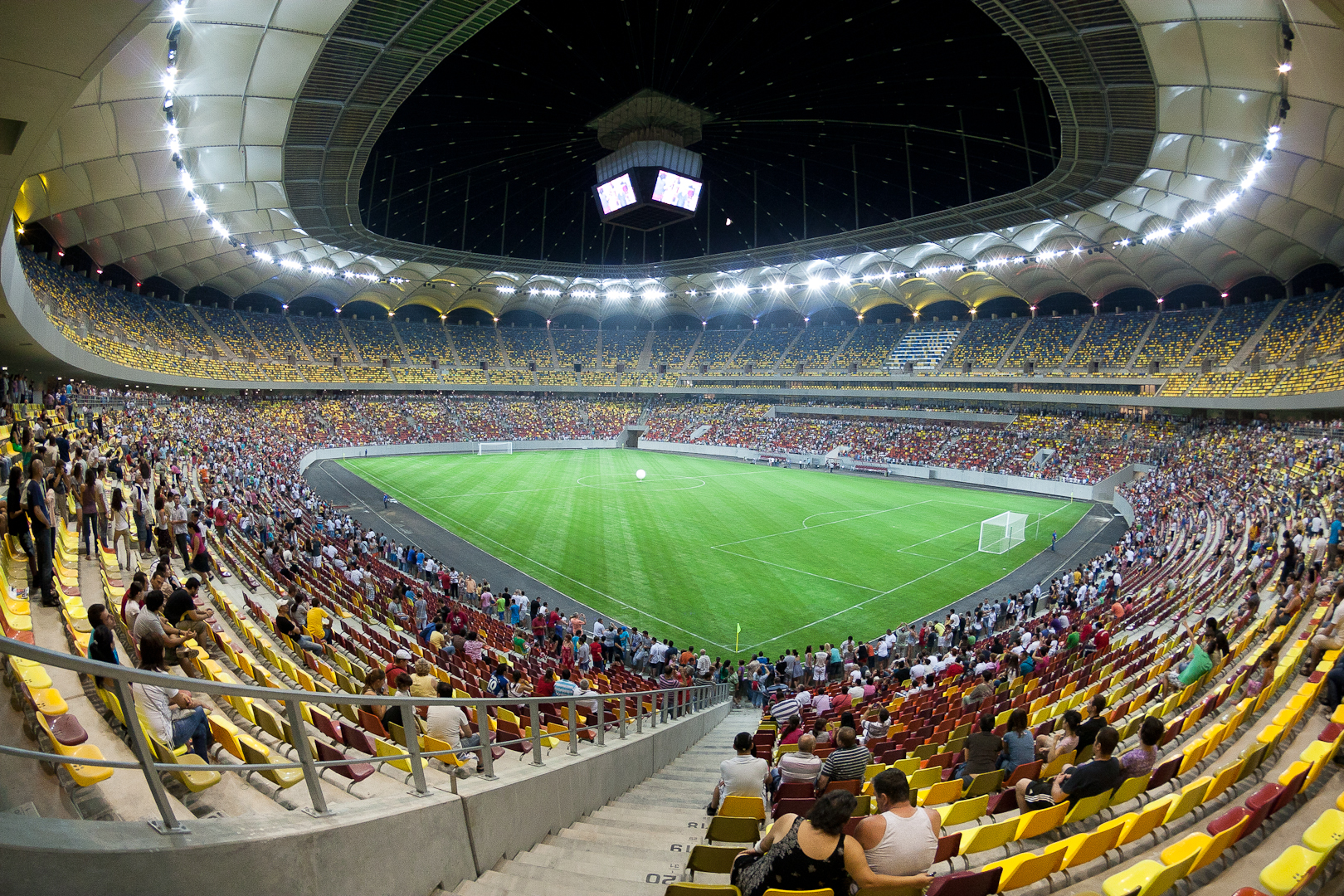
Arena Națională

Steaua a jucat primele ei trei meciuri din istorie pe fostul stadion Venus.
Deschis în 1931, stadionul a fost anterior în proprietatea Venus București, un club desființat în 1949. După demolarea stadionului din ordinul regimului comunist, Steaua a jucat meciurile de acasă pe două dintre cele mai mari stadioane multi-uz din București, Republicii (construit în 1926 și demolat în 1984 pentru a face loc ridicării unui elicodrom în apropierea Casei Poporului) și 23 august (construit în 1953). Dintre cele două, 23 august a fost folosit când două meciuri ale unor cluburi din București erau programate în aceiași zi sau pentru meciurile importante din competițiile europene, în timp ce Republicii era folosit pentru meciurile din campionat.
FCSB joacă meciurile de acasă în acest moment pe Arena Națională, un stadion de fotbal situat în estul Bucureștiului. Până în 2015 a jucat partidele de acasă pe Stadionul Steaua, parte a Complexului Sportiv al Armatei Steaua, care a fost inaugurat pe 9 aprilie 1974 când Steaua a jucat un meci amical cu OFK Belgrad, la acel moment fiind singurul stadion special construit pentru fotbal în România Comunistă, fără pistă de atletism.

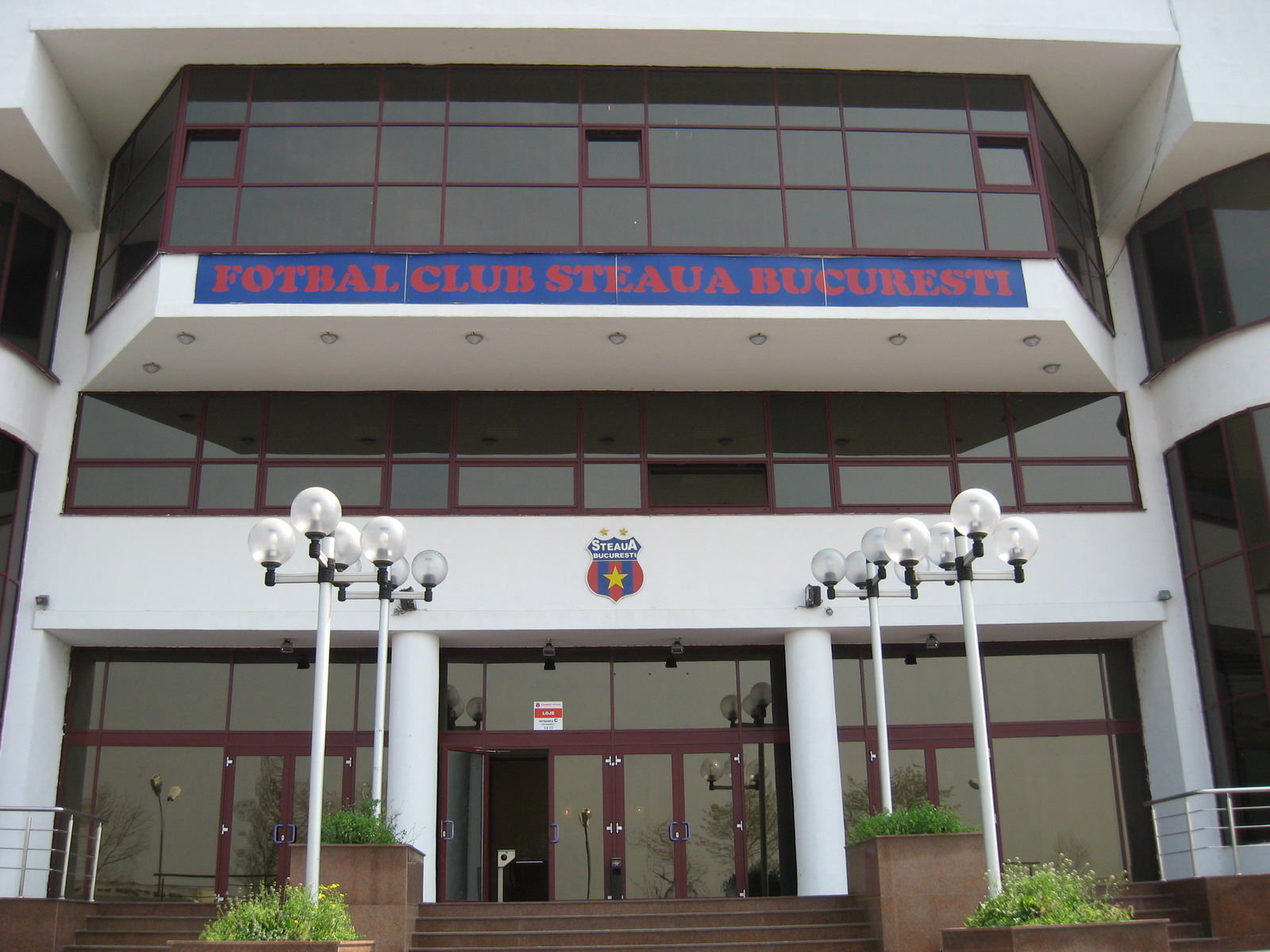
Intrare în Stadionul Ghencea.

Capacitatea inițială a fost de 30.000 de locuri pe bănci. O renovare generală a avut loc în 1991. Aceasta a inclus instalarea de scaune, care a scăzut capacitatea la 27.063.
După o a doua renovare în 2006, care a inclus înlocuirea gazonului, Ghencea era unul dintre cele două stadioane din România (împreună cu Stadionul Dr. Constantin Rădulescu) care putea găzdui meciuri din Liga Campionilor, fiind o arenă de categoria a treia conform clasificării UEFA. Capacitatea actuală a stadionului este de 28.365 de locuri. În ultima vreme, au existat discuții pentru creșterea capacității fie la 45.000 sau la 60.000 de locuri.
Primul meci jucat de echipa națională pe Ghencea a fost în martie 1977 împotriva Turciei. Cincizeci și nouă alte meciuri au fost jucate de atunci, ultimul fiind în octombrie 2006 împotriva Bielorusiei. De asemenea, mai multe meciuri de la Campionatul European de Fotbal sub 21 1998 și finala au fost găzduite de această arenă.
Stadionul construit prin ordinul Ministerului Apărării Naționale în interiorul unei foste baze militare a fost folosit mult timp de CSA Steaua. În ciuda lobby-ului făcut de actuala conducere de la FC Steaua București, stadionul este încă în proprietatea Armatei Române, dar a fost închiriat clubului pe o perioadă de 49 de ani din 2006. Cu toate acestea, după mai bine de patru decenii, echipa a jucat ultimul meci pe acest stadion în data de 22 martie 2015 (Steaua Bucuresti - Viitorul, scor 4-0). După acea data, meciurile disputate pe teren propriu, au fost jucate pe Arena Națională.

## Suporteri

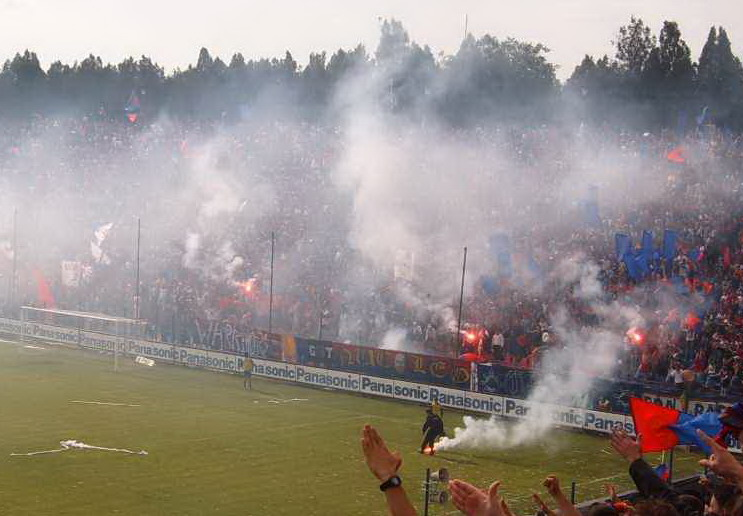
Peluza Nord în 2005

Înființat în 1995, grupul „Armata Ultra” s-a divizat în mai multe grupuri de suporteri care există și astăzi. Printre acestea se numără „Titan Boys”, „Ultras”, „Tineretului Korp”, „Skins Berceni”, „Nucleo”, „Insurgenții”, sau mai noile grupuri „Stil Ostil” sau „Vacarm”, „Tradizione”, „Armata 47 Vest”. La începutul anului 2003, principalele grupuri ultra s-au mutat în Peluza Sud. Din aceasta fac parte grupurile de suporteri steliști Vacarm, Hunters, ERA, Ultras, Stil Ostil, Banda Ultra, South Boys, Glas și mai nou grupuri Outlaws, Roosters, TK si Shadows). În urma schimbării siglei și a numelui, FCSB a rămas fără sprijinul Peluzelor Nord și Sud. În prezent echipa este susținută de grupul de suporteri intitulat Peluza „Roș-Albastră”.
În deplasările din alte țări, suporterii vin la acel meci în număr de cel puțin 100-200. Numărul lor a crescut de la an la an ajungându-se la câteva mii în ultimele sezoane. De exemplu la ultimele deplasări efectuate în Spania, Steaua a fost susținută de un număr record de suporteri, beneficiind și de aportul diasporei românești din Peninsula Iberică. La partida de la Madrid, împotriva Realului, în noiembrie 2006, peste 20.000 de suporteri ai roș-albaștrilor au luat loc în tribunele stadionului "Santiago Bernabeu". Din sezonul 2013-2014 media de spectatori este în scădere.
Printre scandările cele mai populare se numără „România, Steaua! Europa, Steaua! Oriunde, Steaua! Campionii din Ghencea” și „Campioni am fost, campioni vom fi, până vom muri, Steaua București”.

## Tradiție
Steaua a adus în fotbalul românesc jocul spectaculos, în viteză, motiv pentru care în deceniul al nouălea al secolului trecut - jucătorii roș-albaștri au fost supranumiți „viteziștii”. Prima perioadă de glorie a Stelei au fost anii '50, cu „echipa de aur” care îi cuprindea, printre alții, pe Apolzan, Ienei, Alecsandrescu, și care a câștigat de cinci ori Divizia A, și de patru ori Cupa României. Steaua a dat marea echipă a sfârșitului anilor '80, care a câștigat în 1986 Cupa Campionilor Europeni, și care a evoluat în următorii trei ani la cel mai înalt nivel în Europa, jucând încă o semifinală și o finală de Cupa Campionilor Europeni. Steaua deceniului al zecelea a câștigat de 6 ori consecutiv Divizia A și a participat de trei ori la rând în Liga Campionilor.
După 1990, Steaua a continuat să domine fotbalul românesc, câștigând alte 8 titluri de campioană și reprezentând an de an cu succes România în competițiile europene. A avut trei participări consecutive în Liga Campionilor, a fost sfert-finalistă a Cupei Cupelor în 1993, și a atins optimile de finală ale Cupei UEFA în 2005 și semifinala aceleiași cupe în 2006.
În sezonul 2006-2007, Steaua a reușit să se califice pentru a patra oară în grupele Champions League, fiind prima echipă de club din România care a evoluat în această competiție în noul format. A terminat pe locul 3, sub Olympique Lyon și Real Madrid, dar peste Dinamo Kiev, după 4-1 și 1-1 cu Dinamo Kiev, 0-3 și 1-1 cu Lyon și 1-4 și 0-1 cu Real Madrid, calificându-se astfel pentru șaisprezecimile Cupei UEFA, unde a fost eliminată de deținătoarea trofeului, FC Sevilla, după 0-2 și 0-1. Performanța calificării în grupele Champions League a fost repetată în sezoanele 2007-2008 și 2008-2009.

## Simboluri

### Stemă

Stemele de-a lungul istoriei

ASA București a fost fondat de către Armata Regală pe 7 iunie 1947, și pe atunci echipa nu avea nicio stemă oficială.
Cum comuniștii au preluat complet controlul în țară pe 30 decembrie 1947, Armata Regală a fost transformată în Armata Poporului, și în mod automat și ASA. Inspirat de Armata Roșie, noul Minister al Apărării a decis să creeze o stemă pentru club, consistând dintr-o stea roșie inscripționată „A” (simbolul Armatei Roșii), pe un disc albastru, precum și să schimbe numele în „CSCA”.
Doi ani mai târziu, schimbarea numelui în CCA a adus cu ea și o nouă stemă, consistând din aceeași stea roșie, inscripționată „CCA”, și înconjurată de o cunună de lauri. Omniprezentul motiv al stelei pe stemă s-a materializat și în schimbarea numelui clubului, în Steaua, din 1961. S-a optat pentru o stemă care, cu un nou design, rămâne simbolul clubului până în ziua de azi: fundalul dungat roș-albastru, cu o stea de aur în mijloc, reprezentând tricolorul românesc. Forma stemei a fost regândită în 1974, când echipa s-a mutat pe Stadionul Ghencea.
În urma Revoluției române din 1989, Armata a decis să rupă orice legătură cu defunctul regim comunist, astfel încât, în 1991, CSA Steaua și-a schimbat stema pentru ultima oară, reprezentând un vultur prezent și pe stema Ministerului Apărării, dar și a României. Cum în 1998 a apărut FC Steaua, clubul a adăugat două stele galbene deasupra stemei, reprezentând cele 20 de titluri de campioană a României câștigate de echipă.
În 2003 stema a fost schimbată din nou, în urma deciziei luate de noul Consiliu de Administrație condus de George Becali, în realitate o revenire la varianta din perioada 1974-1991, cu cele două stele prezente deasupra.
Ministerul Apărării Naționale a dat în judecată Steaua în 2011, susținând faptul că Armata Română era deținătoarea de drept a stemei Stelei. Decizia Curții Supreme a fost în favoarea armatei, astfel că pe 3 decembrie 2014 clubul a rămas fără stemă și a pierdut dreptul de a folosi numele Steaua. Echipa a fost obligată să joace următorul meci, cu CSM Studențesc Iași, fără stemă pe echipamente și pe tabela de joc. În condiții de incertitudine, clubul a adoptat un nou design în ianuarie 2015. Deși ulterior s-a ajuns la o înțelegere temporară cu Armata, clubul a decis să folosească noul logo începând cu returul sezonului 2014–2015. Forma este rotundă, având pe fundal este o cruce roșie pe fond albastru închis, cu o stea în 8 colțuri în centrul crucii.

### Culori

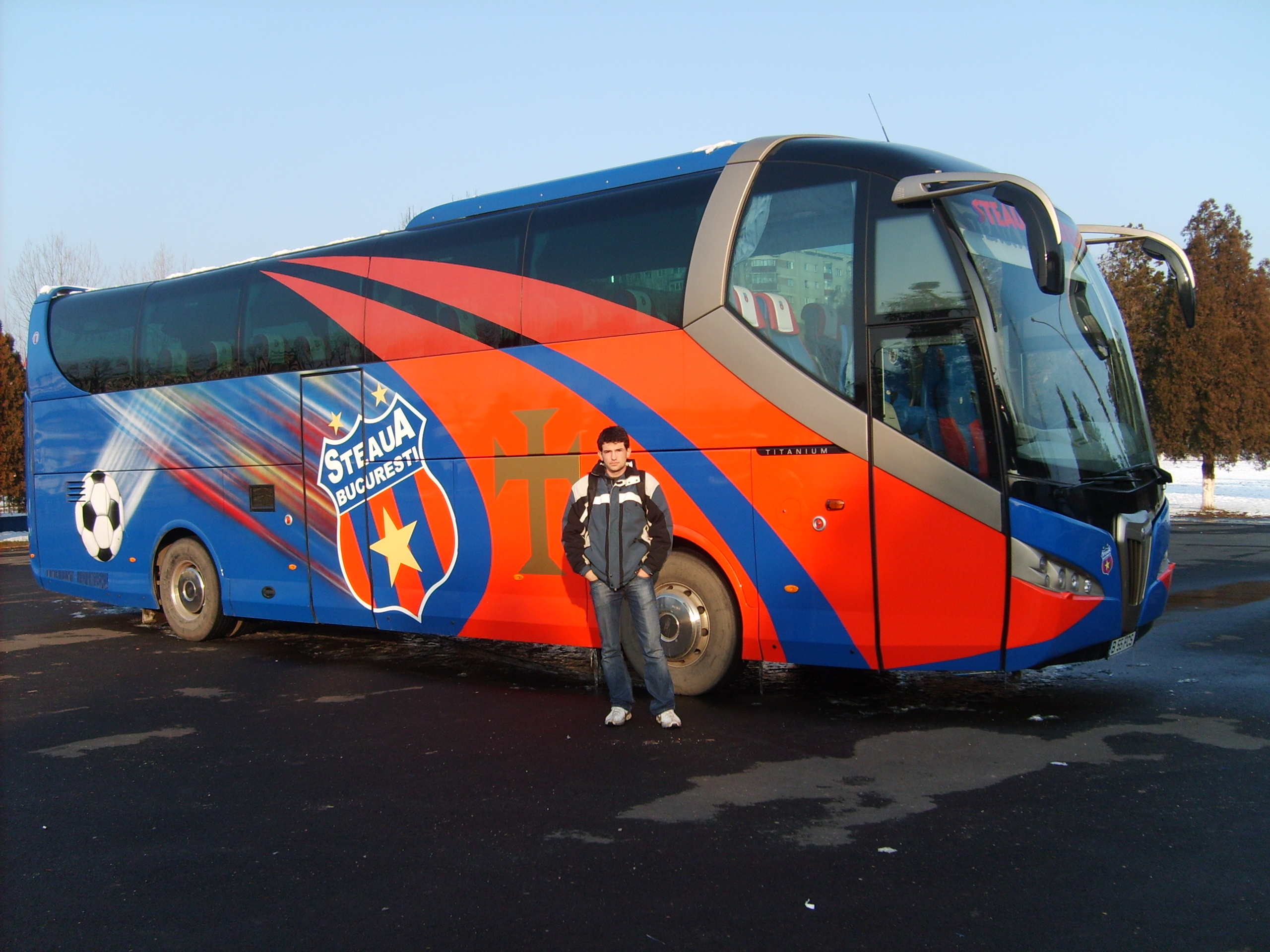
Autocarul oficial al clubului FC Steaua București

În timpul primului ei sezon, 1947–48, Steaua a purtat tricouri roș-galbene, cu șorțuri albastre, pentru a simboliza culorile steagului tricolor. Începând cu sezonul următor, odată cu schimbarea identității Armatei Române, s-a renunțat treptat la galben, astfel încât culorile oficiale au rămas, până în ziua de astăzi, roșu și albastru.
Steaua nu a avut niciodată un echipament standard. Cu toate acestea, cea mai folosită combinație de-a lungul timpului a fost tricouri roșii, șorțuri albastre și jambiere roșii. Alte variante au inclus roșu complet, albastru complet, dar și tricouri în dungi roș-albastre, în anii '1960 și '1970. Alte culori au fost folosite foarte rar. Excepții au fost finala Cupei Campionilor Europeni din 1986, în care Steaua a purtat, pentru prima dată în istoria sa, un echipament alb complet, precum și echipamentul folosit în deplasare în sezonul 1999-00 (galben și roșu), precum și a treia opțiune de echipament din sezonul 2005-2006 (galben și negru).
Echipamentul folosit acasă în sezonul 2009-10, asemănător cu cel din sezonul precedent, consistă din tricouri cu dungi verticale roșii și albastre, șorțuri și jambiere roșii, în timp ce echipamentul din deplasare este de culoare verde fosforescent. Echipamentul de rezervă este roșu-complet.
În prezent echipamentul FCSB este produs de Nike, cu care Steaua a semnat un contract în 2002, după un lung parteneriat cu Adidas. Cu toate acestea, în 1988, Steaua a fost prima echipă de fotbal din România comunistă care a purtat pe tricou numele unei companii occidentale, anume Ford. După aceea au urmat alți sponsori: Castrol, Philips, CBS, BRCE, Bancorex, Dialog (astăzi Orange), BCR, RAFO, CityFinancial, Citibank și Sportingbet. În sezonul 2010-2011 a încheat un contract cu casa de pariuri Bwin pentru 500.000 de euro, dar sigla sponsorului nu a apărut pe echipament.

## Lotul actual
La 16 august 2025.
| Nr. |                       | Poziție | Jucător                 |
| --- | --------------------- | ------- | ----------------------- |
|     | Ghana                 | M       | Baba Alhassan⁠(d)        |
| 10  | România               | M       | Octavian-George Popescu |
|     | România               | A       | Daniel Bîrligea         |
|     | România               | M       | Mihai Lixandru          |
|     | România               | A       | Alexandru Stoian⁠(d)     |
|     | Franța                | A       | Jordan Gele⁠(d)          |
|     | România               | M       | Mihai Toma⁠(d)           |
|     | România               | F       | Ionuț Cercel⁠(d)         |
|     | România               | F       | Andrei Dăncuș⁠(d)        |
|     | Italia                | M       | Juri Cisotti⁠(d)         |
|     | România               |         | Florin Tănase           |
|     | Cehia                 | P       | Lukáš Zima⁠(d)           |
|     | România               | F       | Vlad Chiricheș          |
|     | Benin                 | F       | David Kiki⁠(d)           |
|     | Bosnia și Herțegovina | F       | Daniel Graovac⁠(d)       |

| Nr. |               | Poziție | Jucător           |
| --- | ------------- | ------- | ----------------- |
| 17  | România       | F       | Mihai Popescu     |
| 27  | România       |         | Darius Olaru      |
| 33  | Muntenegru    | F       | Risto Radunović   |
|     | România       | F       | Valentin Crețu    |
| 8   | România       | M       | Adrian Șut        |
|     | România       | A       | Denis Alibec      |
|     | Camerun       | F       | Joyskim Dawa      |
|     | Maroc         | M       | Malcom Edjouma    |
|     | Africa de Sud | F       | Siyabonga Ngezana |
| 32  | România       | P       | Ștefan Târnovanu  |
|     | România       | M       | Dennis Politic    |
|     | România       | A       | David Miculescu   |
| 28  | România       | F       | Alexandru Pantea  |
| 33  | România       | P       | Mihai Udrea⁠(d)    |

### Jucători împrumutați
| Nr. |         | Poziție | Jucător                            |
| --- | ------- | ------- | ---------------------------------- |
|     | Ghana   |         | Nana Antwi⁠(d) (la FC Hermannstadt) |
|     | România |         | Vlad Tudor⁠(d) (la CSM Reșița)      |

| Nr. |         | Poziție | Jucător                                         |
| --- | ------- | ------- | ----------------------------------------------- |
|     | România |         | Andrei Gheorghiță⁠(d) (la FC Universitatea Cluj) |
|     | România |         | David Popa⁠(d) (la FC Politehnica Iași)          |
|     | România |         | Laurențiu Vlăsceanu⁠(d) (la UTA Arad)            |

## Oficialii clubului
| Rol                                | Nume               |
| ---------------------------------- | ------------------ |
| Proprietar                         | George Becali      |
| Președinte                         | Valeriu Argăseală  |
| Manager general                    | Mihai Stoica       |
| Director Economic                  | Iulian Ghiorghișor |
| Manager de echipă                  | Marius Ianuli      |
| Delegat                            | Mihai Pintilii     |
| Coordonator al Academiei           | Ilie Alexe         |
| Secretar                           | Sorin Pitu         |
| Responsabil de ordine și siguranță | Adrian Ianuli      |
| Ofițer de presă                    | Cătălin Făiniși    |

| Rol                  | Nume                                       |
| -------------------- | ------------------------------------------ |
| Antrenor principal   | Ilias Charalampous                         |
| Delegat              | Mihai Pintilii                             |
| Antrenor de portari  | Marius Popa                                |
| Antrenori de fitness | Thomas Neubert Horea Codorean Lucian Filip |
| Analist de date      | Marius Francisc                            |
| Analist video        | Ovidiu Petre                               |
| Doctor               | Flavian Arămitu                            |
| Asistent medical     | Costică Moroiu                             |
| Fizioterapeut        | Adrian Neacșu                              |
| Kinetoterapeut       | Ovidiu Kurti                               |
| Maseuri              | Cătălin Făndel Sorin Cristof               |

## Foste persoane notabile

### Jucători
De-a lungul timpului, mari fotbaliști ai României, iar, după Revoluție, și unii fotbaliști străini de valoare, au jucat la Steaua. Jucători ca Anghel Iordănescu, Marcel Răducanu, Marius Lăcătuș sau Gheorghe Hagi sunt printre cei mai respectați de suporterii acestei echipe. În paranteză este anul în care jucătorul respectiv a semnat cu echipa.
| Portari | Fundași | Mijlocași | Atacanți |
| --- | --- | --- | --- |
| - Ilie Savu ('47) - Ion Voinescu ('50) - Costică Toma ('51) - Vasile Iordache ('71) - Dumitru Moraru ('74) - Helmuth Duckadam ('82) - Dumitru Stângaciu ('84) - Silviu Lung ('88) - Bogdan Stelea ('95) - Vasili Hamutovski ('03) - Ciprian Tătărușanu ('08) - Florin Niță ('13) - Giedrius Arlauskis ('14) | - Alexandru Apolzan ('49) - Vasile Zavoda ('51) - Emeric Jenei ('57) - Lajos Sătmăreanu ('64) - Iosif Vigu ('66) - Ștefan Sameș ('73) - Teodor Anghelini ('74) - Ștefan Iovan ('81) - Ilie Bărbulescu ('83) - Miodrag Belodedici ('83) - Adrian Bumbescu ('85) - Dan Petrescu ('85) - Nicolae Ungureanu ('87) - Gheorghe Popescu ('88) - Anton Doboș ('91) - Daniel Prodan ('93) - Dorin Goian ('04) - Iasmin Latovlevici ('10) - Vlad Chiricheș ('12) | - Ștefan Onisie ('48) - Tiberiu Bone ('49) - Iosif Petschovschi ('52) - Cornel Cacoveanu ('55) - Sorin Avram ('62) - Anghel Iordănescu ('68) - Liță Dumitru ('72) - Tudorel Stoica ('74) - Gabi Balint ('80) - Mihail Majearu ('81) - Ladislau Bölöni ('84) - Iosif Rotariu ('86) - Gheorghe Hagi ('87) - Ilie Dumitrescu ('87) - Mirel Rădoi ('00) - Dorinel Munteanu ('03) - Nicolae Dică ('04) - Cristian Tănase ('09) - Nicolae Stanciu ('13) - Lucian Sânmărtean ('14) - Florin Tănase ('16) - Constantin Budescu ('17) | - Francisc Zavoda ('50) - Ion Alecsandrescu ('50) - Nicolae Tătaru ('53) - Gheorghe Constantin ('54) - Florea Voinea ('61) - Gheorghe Tătaru ('67) - Marcel Răducanu ('72) - Victor Pițurcă ('78) - Marius Lăcătuș ('83) - Adrian Ilie ('93) - Bogdan Stancu ('08) - Raul Rusescu ('11) - Claudiu Keșerü ('14) |

### Istoricul antrenorilor
| Nume                          | Perioadă                                                                                        | Trofee   | Trofee   | Trofee   | Trofee   | Trofee        | Trofee        | Trofee        | Trofee        | Total |
| Nume                          | Perioadă                                                                                        | Național | Național | Național | Național | Internațional | Internațional | Internațional | Internațional | Total |
| Nume                          | Perioadă                                                                                        | LI       | CR       | SR       | CL       | UCL           | CCU           | UEL           | SE            | Total |
| ----------------------------- | ----------------------------------------------------------------------------------------------- | -------- | -------- | -------- | -------- | ------------- | ------------- | ------------- | ------------- | ----- |
| Coloman Braun-Bogdan          | 02.1948–05.1948                                                                                 | 0        | 0        | 0        | 0        | 0             | 0             | 0             | 0             | 0     |
| Colea Vâlcov                  | 08.1948–07.1949                                                                                 | 0        | 1        | 0        | 0        | 0             | 0             | 0             | 0             | 1     |
| Francisc Rónay                | 03.1950–11.1950 09.1953–11.1953 03.1954–06.1954                                                 | 0        | 1        | 0        | 0        | 0             | 0             | 0             | 0             | 1     |
| Gheorghe Popescu              | 03.1951–08.1953 08.1958–07.1960 03.1962–07.1962                                                 | 4        | 3        | 0        | 0        | 0             | 0             | 0             | 0             | 7     |
| Ilie Savu                     | 09.1954–11.1955 1958 08.1964–06.1967                                                            | 0        | 3        | 0        | 0        | 0             | 0             | 0             | 0             | 3     |
| Ștefan Dobay                  | 03.1956–11.1956                                                                                 | 1        | 0        | 0        | 0        | 0             | 0             | 0             | 0             | 1     |
| Angelo Niculescu              | 03.1958–06.1958                                                                                 | 0        | 0        | 0        | 0        | 0             | 0             | 0             | 0             | 0     |
| Ștefan Onisie                 | 09.1960–06.1961 08.1962–11.1963 08.1970–06.1971                                                 | 1        | 1        | 0        | 0        | 0             | 0             | 0             | 0             | 2     |
| Eugen Mladin                  | 08.1961–11.1961                                                                                 | 0        | 0        | 0        | 0        | 0             | 0             | 0             | 0             | 0     |
| Gheorghe Ola                  | 03.1963–07.1964                                                                                 | 0        | 0        | 0        | 0        | 0             | 0             | 0             | 0             | 0     |
| Ștefan Covaci                 | 08.1967–07.1970                                                                                 | 1        | 2        | 0        | 0        | 0             | 0             | 0             | 0             | 3     |
| Valentin Stănescu             | 08.1971–12.1972                                                                                 | 0        | 0        | 0        | 0        | 0             | 0             | 0             | 0             | 0     |
| Gheorghe Constantin           | 03.1973–12.1973 08.1978–06.1981                                                                 | 0        | 1        | 0        | 0        | 0             | 0             | 0             | 0             | 1     |
| Constantin Teașcă             | 03.1974–06.1975                                                                                 | 0        | 0        | 0        | 0        | 0             | 0             | 0             | 0             | 0     |
| Emerich Jenei                 | 08.1975–06.1978 08.1983–05.1984 10.1984–10.1986 04.1991–12.1991 08.1993–04.1994 10.1998–04.2000 | 5        | 3        | 0        | 0        | 1             | 0             | 0             | 0             | 9     |
| Traian Ionescu                | 08.1981–12.1981                                                                                 | 0        | 0        | 0        | 0        | 0             | 0             | 0             | 0             | 0     |
| Constantin Cernăianu          | 11.1981–07.1983                                                                                 | 0        | 0        | 0        | 0        | 0             | 0             | 0             | 0             | 0     |
| Florin Halagian               | 09.1984–10.1984                                                                                 | 0        | 0        | 0        | 0        | 0             | 0             | 0             | 0             | 0     |
| Anghel Iordănescu             | 10.1986–06.1990 08.1992–06.1993                                                                 | 4        | 2        | 0        | 0        | 0             | 0             | 0             | 1             | 7     |
| Costică Ștefănescu            | 08.1990–12.1990                                                                                 | 0        | 0        | 0        | 0        | 0             | 0             | 0             | 0             | 0     |
| Bujor Hălmăgeanu              | 03.1991–04.1991                                                                                 | 0        | 0        | 0        | 0        | 0             | 0             | 0             | 0             | 0     |
| Victor Pițurcă                | 03.1992–06.1992 08.2000–06.2002 10.2002–06.2004 07.2010–08.2010                                 | 1        | 1        | 0        | 1        | 0             | 0             | 0             | 0             | 3     |
| Dumitru Dumitriu              | 08.1994–06.1997 05.2005–06.2005 09.2015–12.2015                                                 | 4        | 2        | 0        | 2        | 0             | 0             | 0             | 0             | 8     |
| Mihai Stoichiță               | 08.1997–10.1998 09.2009–05.2010 03.2012–05.2012                                                 | 1        | 0        | 0        | 1        | 0             | 0             | 0             | 0             | 2     |
| Cosmin Olăroiu                | 08.2002–10.2002 03.2006–05.2007                                                                 | 1        | 0        | 0        | 1        | 0             | 0             | 0             | 0             | 2     |
| Walter Zenga                  | 08.2004–05.2005                                                                                 | 0        | 0        | 0        | 0        | 0             | 0             | 0             | 0             | 0     |
| Oleh Protasov                 | 08.2005–12.2005                                                                                 | 0        | 0        | 0        | 0        | 0             | 0             | 0             | 0             | 0     |
| Gheorghe Hagi                 | 07.2007–09.2007                                                                                 | 0        | 0        | 0        | 0        | 0             | 0             | 0             | 0             | 0     |
| Massimo Pedrazzini            | 09.2007–10.2007 06.2015–09.2015                                                                 | 0        | 0        | 0        | 0        | 0             | 0             | 0             | 0             | 0     |
| Marius Lăcătuș                | 10.2007–10.2008 01.2009–05.2009 09.2010–03.2011                                                 | 0        | 0        | 0        | 0        | 0             | 0             | 0             | 0             | 0     |
| Dorinel Munteanu              | 10.2008–12.2008                                                                                 | 0        | 0        | 0        | 0        | 0             | 0             | 0             | 0             | 0     |
| Cristiano Bergodi             | 06.2009–09.2009                                                                                 | 0        | 0        | 0        | 0        | 0             | 0             | 0             | 0             | 0     |
| Ilie Dumitrescu               | 08.2010–09.2010                                                                                 | 0        | 0        | 0        | 0        | 0             | 0             | 0             | 0             | 0     |
| Sorin Cârțu                   | 03.2011–05.2011                                                                                 | 0        | 0        | 0        | 0        | 0             | 0             | 0             | 0             | 0     |
| Gabriel Caramarin (interimar) | 05.2011                                                                                         | 0        | 1        | 0        | 0        | 0             | 0             | 0             | 0             | 1     |
| Ronny Levy                    | 06.2011–09.2011                                                                                 | 0        | 0        | 0        | 0        | 0             | 0             | 0             | 0             | 0     |
| Ilie Stan                     | 09.2011–03.2012                                                                                 | 0        | 0        | 0        | 0        | 0             | 0             | 0             | 0             | 0     |
| Laurențiu Reghecampf          | 05.2012–05.2014 12.2015–05.2017                                                                 | 2        | 0        | 1        | 1        | 0             | 0             | 0             | 0             | 4     |
| Constantin Gâlcă              | 06.2014–05.2015                                                                                 | 1        | 1        | 1        | 0        | 0             | 0             | 0             | 0             | 3     |
| Mirel Rădoi (director tehnic) | 06.2015–11.2015                                                                                 | 0        | 0        | 0        | 0        | 0             | 0             | 0             | 0             | 0     |
| Nicolae Dică                  | 06.2017–12.2018                                                                                 | 0        | 0        | 0        | 0        | 0             | 0             | 0             | 0             | 0     |
| Mihai Teja                    | 12.2018-05.2019                                                                                 | 0        | 0        | 0        | 0        | 0             | 0             | 0             | 0             | 0     |
| Bogdan Andone                 | 06.2018-08.2019                                                                                 | 0        | 0        | 0        | 0        | 0             | 0             | 0             | 0             | 0     |
| Bogdan Vintilă                | 08.2019-07.2020                                                                                 | 0        | 0        | 0        | 0        | 0             | 0             | 0             | 0             | 0     |
| Anton Petrea                  | 07.2020-05.2021                                                                                 | 0        | 1        | 0        | 0        | 0             | 0             | 0             | 0             | 1     |
| Dinu Todoran                  | 05.2021-08.2021                                                                                 | 0        | 0        | 0        | 0        | 0             | 0             | 0             | 0             | 0     |
| Edward Iordănescu             | 08.2021-                                                                                        | 0        | 0        | 0        | 0        | 0             | 0             | 0             | 0             | 0     |
| Total                         | 1947–                                                                                           | 26       | 23       | 2        | 6        | 1             | 0             | 0             | 1             | 59    |

- Sursă:[94]

### Președinți
| Nume                 | Perioadă  |
| -------------------- | --------- |
| Oreste Alecsandrescu | 1947–1948 |
| Nicolae Petre Draga  | 1948      |
| Vasile Mesaroș       | 1948–1949 |
| Policarp Dovăcescu   | 1949      |
| Alexandru Florescu   | 1949–1951 |
| Edgar Gâță           | 1952–1953 |
| Alexandru Florescu   | 1953–1954 |
| Ilie Savu            | 1954      |
| Ștefan Alexiu        | 1954–1958 |
| Ioan Teodorescu      | 1958–1961 |
| Aurelian Budeanu     | 1961–1964 |
| Maximilian Pandele   | 1964–1975 |
| Gheorghe Drăgănescu  | 1975–1980 |
| Aurel Ion            | 1980–1983 |

| Nume                          | Perioadă  |
| ----------------------------- | --------- |
| Cornel Oțelea                 | 1983–1984 |
| Ioan Popescu                  | 1984–1985 |
| Nicolae Gavrilă               | 1985–1989 |
| Constantin Tănase             | 1989–1990 |
| Nicolae Gavrilă               | 1990–1991 |
| Cornel Oțelea                 | 1991–1997 |
| Cristian Gațu                 | 1997–1998 |
| Gheorghe Cernat               | 1998–2000 |
| Viorel Păunescu               | 1998–2003 |
| Mihai Stoica                  | 2002–2007 |
| George Becali                 | 2003–2007 |
| Marius Lăcătuș                | 2005–2007 |
| Valeriu Argăseală             | 2007–     |
| Helmuth Duckadam (de imagine) | 2010–2020 |

- Sursă:[95][96]

## Recorduri
Cu 65 de sezoane petrecute în Liga 1, este una dintre cele două echipe românești care au jucat doar în prima ligă română, alături de FC Dinamo București (61 de sezoane). În același timp, Steaua este deținătoarea recordului actual de campionate naționale (26), cupe naționale (22) supercupe naționale (6) și cupe ale ligii (2). Între 1993 și 1998, cele șase titluri câștigate la rând au egalat recordul stabilit de Chinezul Timișoara în anii 1920. Pe plan internațional, este singura echipă din România care a câștigat o cupă europeană (Cupa Campionilor Europeni în 1986 și Supercupa Europei în 1987), sau care s-a calificat într-o finală UEFA (Cupa Campionilor Europeni în 1986, respectiv 1989).
Timp de 3 ani și 3 luni (iunie 1986 - septembrie 1989), Steaua a strâns 104 meciuri fără înfrângere în campionat, stabilind pe atunci un record mondial (în prezent depășit), și un record european care încă nu a fost doborât. De asemenea în liga națională, Steaua a strâns 112 meciuri fără înfrângere acasă, între noiembrie 1989 și august 1996. Seria de 17 victorii consecutive în campionat a fost egalată doar de Dinamo.
Tudorel Stoica este jucătorul cu cele mai multe prezențe pentru Steaua în Liga 1, 368. Golgheterul „all-time” al Stelei în campionat este Anghel Iordănescu, cu 146 de goluri înscrise. Alte recorduri au fost stabilite de foști jucători precum Dorinel Munteanu (cele mai multe selecții în echipa națională - 131) sau de Gheorghe Hagi (cele mai multe goluri pentru echipa națională - 35; de asemenea cele mai multe prezențe ale unui jucător român în cupele europene - 93).
La vremea respectivă, transferul lui Hagi a stabilit recordul pentru suma de transfer din liga internă către un club străin, cu 4.300.000 de dolari plătiți de Real Madrid CF Stelei în 1990.
Pe 18 septembrie 2014, într-un meci din prima etapă a fazei grupelor UEFA Europa League 2014-2015 contra echipei daneze Aalborg BK, Steaua a stabilit două recorduri ale competiției: jucătorul Stelei, Claudiu Keșerü, a marcat trei goluri într-un interval de doar 12 minute, între min. 61' și 72', acesta fiind cel mai rapid hat-trick din istoria competiției, iar prin victoria cu 6–0 asupra lui Aalborg BK, Steaua a realizat cel mai mare scor din istoria UEFA Europa League, de asemenea fiind și prima echipă care reușește să înscrie 6 goluri într-un meci (marcate între minutele 51' și 73'), performanță egalată la scurt timp de PAOK Salonic într-un meci simultan cu Dinamo Minsk câștigat cu 6–1.

## FCSB în cultura populară
Deoarece Steaua este cea mai populară echipă de fotbal din România, mai mulți muzicieni precum și regizori s-au inspirat din idei legate de clubul din Ghencea. Acestea au apărut după căderea comunismului. Filmul românesc Furia din 2002 conține scene în care suporterii formațiilor Steaua și Dinamo se luptă pe străzi după un meci direct. Filmul Visul lui Adalbert începe cu loviturile de departajare de la finala CCE din 1986. Emisiunile de comedie Mondenii de pe Prima TV și În puii mei! au mai multe scheciuri în care este parodiat conducătorul Stelei, George Becali, interpretat deobicei de Mihai Bendeac, jucători și alți reprezentanți ai clubului. Filmul Al doilea joc al lui Corneliu Porumboiu rememorează meciul Dinamo - Steaua 0-0 din 1988, arbitrat și comentat alături de tatăl său Adrian Porumboiu.
Au fost compuse mai multe imnuri dedicate echipei, interpretate de Bere Gratis, Gaz pe Foc, Mircea Vintilă (Trup și suflet), Chicanos, Bogdan Dima și alții. De asemenea, Voltaj, în piesa MSD2, face referire la fani în versul Poți să fii câine sau poți fi stelist. Unul din cele mai cunoscute imnuri adoptate de fani este Maria al celor de la Scooter, cântat pentru prima dată în 2003 de fanii de la Peluza Nord la marcarea unui gol. De atunci a fost adoptat ca imn neoficial și este difuzat pe stadion la fiecare meci. Acesta și-a pierdut din popularitate deoarece a devenit prea comercial, cu o linie melodică prea simplă.